# Lô Thanh
Lô Thanh là nam ca sĩ, nhạc sĩ người Việt Nam (sinh ngày 5 tháng 6 năm 1936) quê xã Mường Tranh, huyện Mai Sơn, tỉnh Sơn La.  Ông được Nhà nước Việt Nam phong danh hiệu Nhà Giáo Nhân Dân và có học hàm Phó Giáo Sư.

## Tiểu sử
Lô Thanh học Thanh nhạc ở Nhạc viện Bắc Kinh, sau tốt nghiệp ông tiếp tục tu nghiệp ở Nhạc Viện Tchaikovsky, Nga 2 năm và nghiên cứu sinh 2 năm ở Nhạc viện Sophia, Bulgaria. Sau khi về nước ông thường xuyên tham gia biểu diễn đơn ca trên nhiều sân khấu trong và ngoài nước, được sự mến mộ của khán giả, ông có giọng hát khoẻ đẹp, trong sáng, kĩ thuật thanh nhạc điêu luyện, ông đã đạo tạo nhiều thế hệ ca sĩ nổi tiếng như Quang Thọ, Thanh Hoa, Quang Huy, Ái Vân, Thuý Hà, Minh Phúc, Ánh Tuyết, Nhất Sinh, Mỹ Lệ...

## Ấn bản
- 1991 - Xây dựng và phát triển nghệ thuật Thanh nhạc Việt Nam
- 1996 - Giáo trình Đại học Thanh nhạc 5 năm
- 1998 - Thanh nhạc Việt Nam trong giai đoạn 1945-1975